# Aston Martin Vantage GTE
Der Aston Martin Vantage GTE, auch Aston Martin V8 Vantage GTE genannt, ist ein Rennwagen von Aston Martin Racing, der Motorsportabteilung von Aston Martin. Der Aston Martin Vantage GTE baut auf dem Le Mans Grand Touring Endurance (LM GTE) Reglement auf und ist für Langstreckenrennen konzipiert. Der Aston Martin Vantage GTE ist klassenübergreifend der erfolgreichste Rennwagen in der FIA World Endurance Championship.

## Geschichte
Der Aston Martin Vantage GTE ist das Nachfolgemodell des Aston Martin Vantage GT2. 2016 kam das Update für die zwei LM-GTE Pro Autos in der FIA WEC, das beinhaltete das Update auf das 2016er LM-GTE-Reglement und außerdem den Umstieg von Michelin- auf Dunlop-Reifen. Für die 2017er Saison bekamen das LM GTE Am in der FIA WEC und die zwei in der GTE Klasse in der European Le Mans Series eingesetzten Aston Martin ebenfalls dieses Update.

## Technik
| Motor            | - Leichtbau-V8-Motorblock - Trockensumpfschmierung - Mehr als 480 PS Leistung (Je nach BoP) - 500 N·m Drehmoment |
| Chassis          | - Leichtbau-Aluminiumchassis - Stahlüberrollkäfig nach FIA-Standards - Pneumatik-Stecksystem |
| Lenkung          | - Hydraulikunterstützte Lenkung - Schnell zu wechselndes Lenkrad |
| Getriebe         | - Xtrac, Sequentielles 6-Gang-Getriebe - Halbautomatikschaltwippen - ZF-Sachs-Racing-Renn-Kupplung - Kohlenfaserkardanwelle |
| Tanksystem       | - 95-Liter-Tank; nach FIA-Sicherheitsstandards |
| Bremsen          | - Brembo-Rennbremsen |
| Aufhängung       | - Doppelte Querlenkeraufhängung - Vierfach verstellbare Bilstein-Dämpfer |
| Räder            | Felgen: - Vorn: Magnesiumfelgen TWS Mg 12.5″ × 18″ - Hinten: Magnesiumfelgen TWS Mg 13.0″ × 18″ Reifen: - Vorne Dunlop 305-680R18 - Hinten: Dunlop 312-705R18 |
| Interieur        | - Racetech 8862-2009 Carbonfaser-Rennsitz - Maßangefertigtes Carbonfaser-Lenkrad - Schroth-Sechspunkt-Sicherheitsgurt - Lifeline-Feuerlöscher-System - Super-B-Leichtbau-Lithium-Ionen-Batterie                                                                                    |
| Karosserie       | - 2016er LM-GTE-Aerodynamik-Update - Leichtbau-Carbonfaser-Bodywork - Aerodynamischer Frontsplitter und Unterboden - Aluminiumdach - CFD-optimierte Aerodynamik, einschließlich Splitter und Diffusor - Einstellbarer Carbonfaser-Heckspoiler - Sicherheitsausstieg durch das Dach |
| Gewicht und Maße | - Länge: 4450 mm - Breite: 1934/1956 mm - Höhe: 1500 mm - Radstand: 2600 mm - Gewicht: 1245 kg |